# Cormic Cosgrove
Cormic Francis Cosgrove, est un joueur américain de soccer né le 15 février 1869 à La Salle aux États-Unis et mort le 6 juillet 1930 à Saint-Louis.

## Biographie
Avec l'équipe locale de Saint-Louis la St. Rose Parish, il participe au tournoi olympique de football de 1904. L'équipe remporte la médaille de bronze à l'issue du tournoi. Cormic Cosgrove joue au poste d'ailier droit. 
Hors du football, Cosgrove est propriétaire d'une épicerie à Saint-Louis.